# نادي ريبنيكا لكرة اليد
نادي ريبنيكا لكرة اليد هو نادي كرة يد في سلوفينيا تأسس في 1956. يلعب في الدوري السلوفيني لكرة اليد.